# Szmilevo
Szmilevo (macedónul: Смилево) település Észak-Macedóniában, a Pelagonijai körzet Demir Hiszar-i járásában.

## Népesség
| Lakosok száma | 1341 | 1339 | 1158 | 731  | 689  | 548  | 384  | 321  | 218  |
|               | 1948 | 1953 | 1961 | 1971 | 1981 | 1991 | 1994 | 2002 | 2021 |

- 2002-ben 321 lakosa volt, akik mindannyian macedónok.